# Tatort: Bienzle und der Champion
Bienzle und der Champion ist eine Folge der Krimireihe Tatort. Die Erstausstrahlung des vom Süddeutschen Rundfunk unter der Regie von Dieter Schlotterbeck produzierten Beitrags fand am 23. August 1998 im Ersten Deutschen Fernsehen statt. Es handelt sich um die 394. Episode der Filmreihe sowie die achte mit dem Stuttgarter Kommissar Ernst Bienzle.

## Handlung
Der Profiboxer Piet Michalke beobachtet spät abends, wie sein bester Freund Rico Rottmann den leblosen Körper eines Mannes auf seinen Pickup lädt und wegfährt. Dieser Mann wird tags darauf an der Neckarschleuse erhängt aufgefunden. Gerichtsmediziner Kocher erkennt ihn als Bankmanager Constantin Wanner und schließt eine Selbsttötung aus.
Michalke kann sich am nächsten Tag an nichts mehr erinnern, so wie er sich sehr häufig Gedächtnislücken eingestehen muss, unter denen er seit einem Boxunfall leidet und die von einer Hirnquetschung verursacht werden. Dennoch ist er sich sicher, irgendwann wieder in den Ring zu steigen, und trainiert verbissen, um dieses Ziel zu erreichen. Rico Rottmann hat in diesen schweren Zeiten immer zu ihm gehalten, was er ihm nie vergessen würde.
Kommissar Bienzle recherchiert in der Bank, um Näheres über das Opfer zu erfahren. Der Bankmitarbeiter Dr. Haussmann zeigt sich erschrocken von Wanners Tod und weiß, dass er zurzeit ein Fun-Zentrum plante und dazu viel mit ausländischen Investoren zusammengearbeitet hat. Der Ausfall von Wanner gibt dem Immobilienexperten Herbert Frank die Möglichkeit, sich ohne Wanners Vermittlung mit den Investoren zu treffen und das Geschäft direkt abzuwickeln. Bienzle spricht Frank darauf an, doch der verweigert die Mitarbeit.
Jaco Riewers, Besitzer einer Kneipe, in der sich die Boxer nach dem Training regelmäßig treffen, weiß von Rico Rottmanns nicht ganz sauberen Geschäften. Er stand mit Wanner in Verhandlung, um mit seinem Boxcamp mit in das neue Fun-Zentrum einzuziehen. Nachdem Jaco andeutet, Rico erpressen zu wollen, wird er am nächsten Tag erschossen in seiner Kneipe gefunden. Eine der Angestellten beschuldigt Michalke, da sie miterlebt hatte, wie sich die beiden am Vortag gestritten hatten. Bei der Durchsuchung von Michalkes Zimmers, findet sich eine Pistole, die sich später als die Tatwaffe herausstellt. Michalke selber kann sich an nichts erinnern. Unter Hypnose versucht Bienzle das Erinnerungsvermögen zu aktivieren und erfährt so, dass Michalke Jaco und einen zweiten Mann gesehen hatte, wie sie einen Mann auf einen Pickup geladen hatten. Da Rico einen solchen Wagen besitzt, der inzwischen als gestohlen gemeldet wurde, konzentrieren sich Bienzles Ermittlungen auf den Boxcampbetreiber. Nachdem das Auto gefunden worden ist, kann eindeutiges DNA-Material von Wanner gesichert werden. Nach den Recherchen gehörten die Immobilien des Boxcamps Herbert Frank, der so ein Druckmittel hatte, um Rico dazu zu bringen, Wanner für ihn aus dem Weg zu räumen. Zufällig finden sich Überwachungsaufnahmen an der Schleuse, die Rico Rottmann als Fahrers des Pickups zeigen.
Während Kommissar Bienzle auf dem Weg zum Boxcamp ist, lässt Rottmann Michalke, entgegen allen Warnungen der Ärzte, wieder zu einem Kampf antreten. Bienzle ist klar, dass Rottmann den Boxer so als Zeugen eliminieren will. Nachdem Michalke zu Boden gegangen ist und das Bewusstsein nicht wieder erlangt hat, will Bienzle Rottmann wegen dreifachen Mordes verhaften. Der erschießt sich jedoch kurzerhand mit einer Pistole.

## Hintergrund
Die Tatortfolge Bienzle und der Champion spielt im Boxmillieu. Der Profiboxer Dariusz Michalczewski wurde dazu für eine Nebenrolle eingesetzt. Ebenso haben der ehemalige Box-Promoter Ebby Thust einen Cameo-Auftritt und der Rocksänger Chris Thompson einen Gastauftritt im Rahmen einer Boxveranstaltung.

## Rezeption

### Einschaltquote
Die Einschaltquote für Bienzle und der Champion zur Erstausstrahlung am 23. August 1998 betrug 7,38 Millionen Zuschauer und damit 23 Prozent für Das Erste.

### Kritik
Rainer Tittelbach von tittelbach.tv hält diesen Tatort für: „Besser gedacht als gemacht.“ Denn auch wenn er für „schwäbische Verhältnisse [ein] ungewöhnlich Action-reicher ‚Tatort‘“ ist, so erscheint er  „aus heutiger Sicht [als] gewöhnungsbedürftiger Macho-Krimi um falsche Männerfreundschaften, der seine Machart und seine Message nicht nur für heutige Verhältnisse viel zu deutlich ausstellt.“ Tittelbach zitiert dabei auch den Regisseur Dieter Schlotterbeck, der von diesem Tatort selber sagt: „Ich denke, dass dieser Krimi nicht so gemütlich ist, wie wir es von schwäbischen 'Tatorten' gewohnt sind, dass er milieusicher ist und dass er ein bisschen mehr Action hat als früher.“
Die Kritiker der Fernsehzeitschrift TV Spielfilm vergeben die bestmögliche Wertung (Daumen nach oben) und meinen: „Klarer Sieg nach Punkten! Ring frei!“